# Lundtoft
Lundtoft é um município da Dinamarca, localizado na região sul, no condado de Sonderjutlândia.
O município tem uma área de 137 km² e uma  população de 6 184 habitantes, segundo o censo de 2005.